# 빌라누프궁

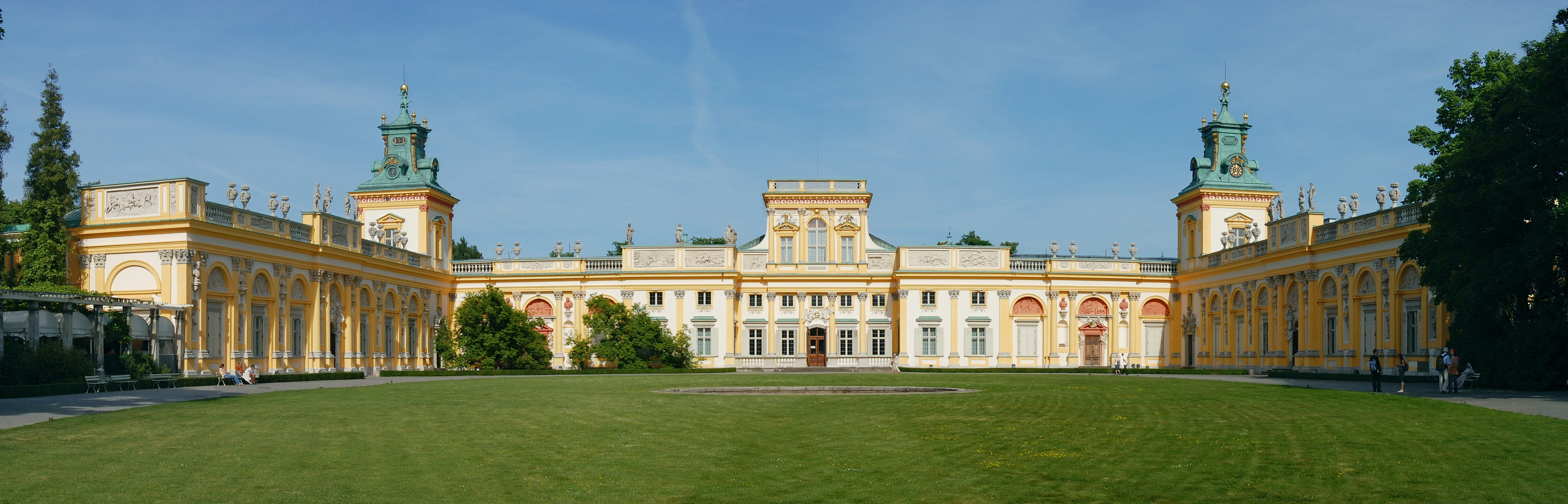
궁전 정면

빌라누프궁(폴란드어: Pałac w Wilanowie)은 바르샤바의 빌라누프에 있는 궁전으로서 다른 건물과 공원도 함께 있다. 폴란드의 문화를 가장 상징적으로 보여주는 기념비적인 건물로도 꼽힌다. 역사적인 어려움에도 불구하고 궁전은 탄탄히 보존되어 왔다.
폴란드의 얀 3세 소비에스키 국왕 시대에 지어졌으며 후대를 거치면서 좀 더 확장되었다. 바로크 양식을 표방하고 있으며 궁정과 정원 사이에도 조그마한 궁정을 갖고 있다. 사실상 빌라누프 궁전은 바로크 양식과 유럽의 미술 양식을 교감하고 있다. 얀 3세가 1696년 죽자, 궁전은 그의 아들이 소유하게 되었고 이후 1730년 폴란드 왕의 거처가 되었다. 모든 소유자는 궁전의 내부와 정원을 개조하였다. 당대의 유행과 양식을 잘 반영하려는 노력에서 나온 것이었다.
1805년 궁전의 소유자이던 스탄시로 코스트카(Stanisław Kostka Potocki)는 박물관을 만들었다. 유럽과 동양의 양식을 접목하고자 하여 폴란드의 영화를 보여준다. 전쟁 이후 대부분의 유적은 독일군이 가져갔고 재정비 이후 1962년 일반에 공개되었다.
빌라누프 내의 궁전과 공원은 폴란드의 웅장한 면모를 몸소 증명하고 있는 곳인 한편 여름 왕궁 콘서트와 국제 음악 아카데미 축제를 여는 곳이기도 하다.

## 그림 모음

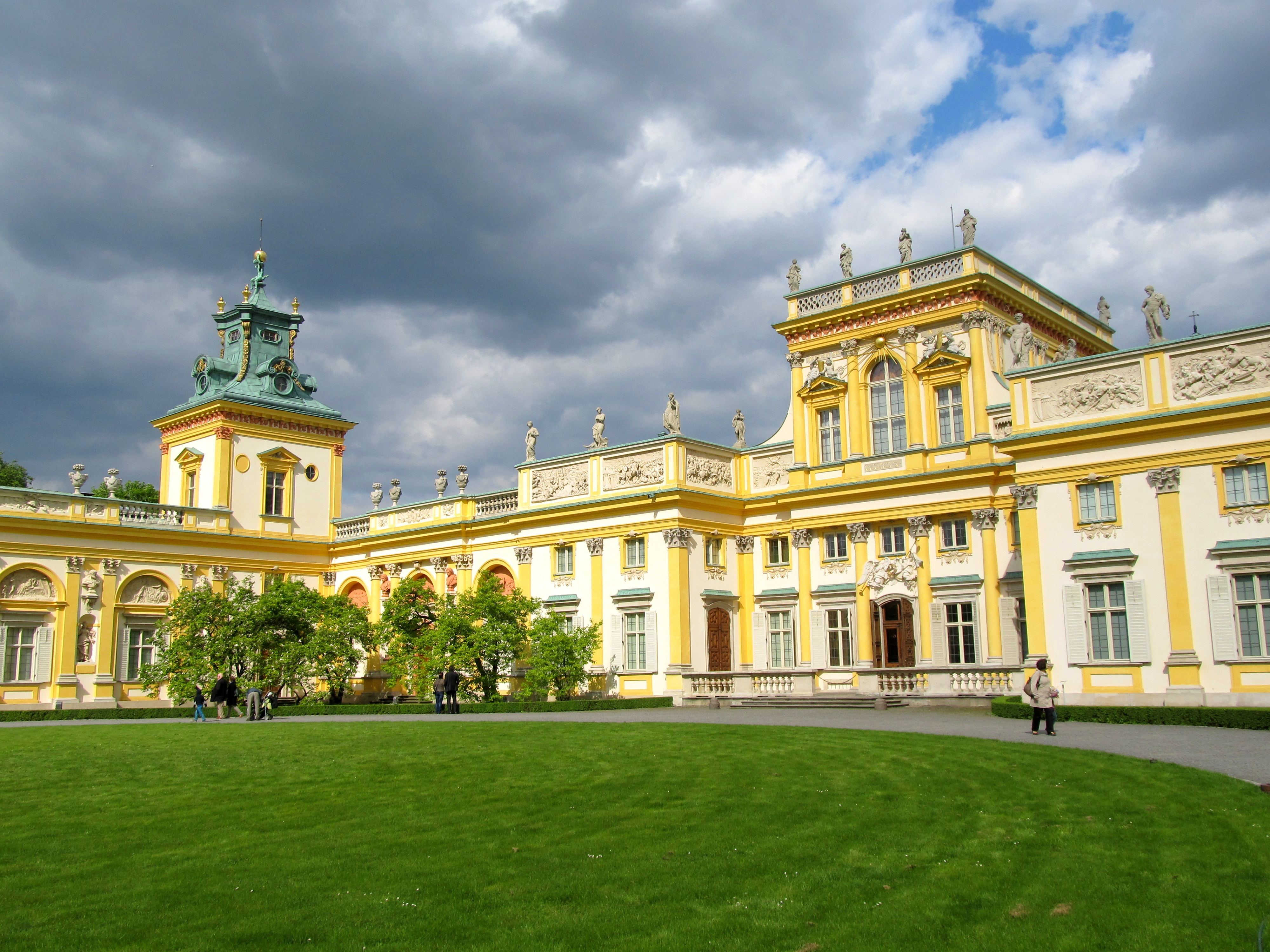
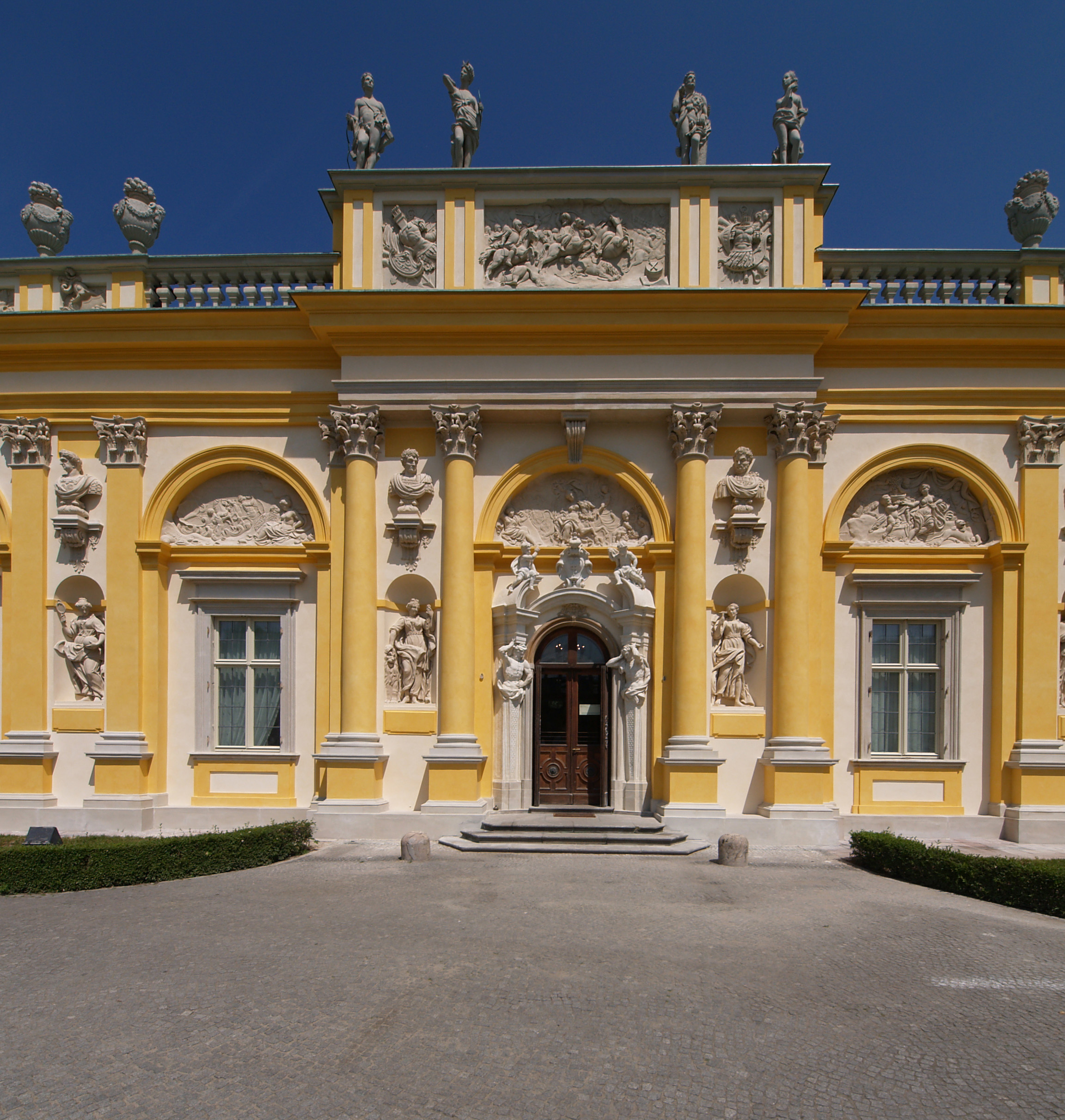
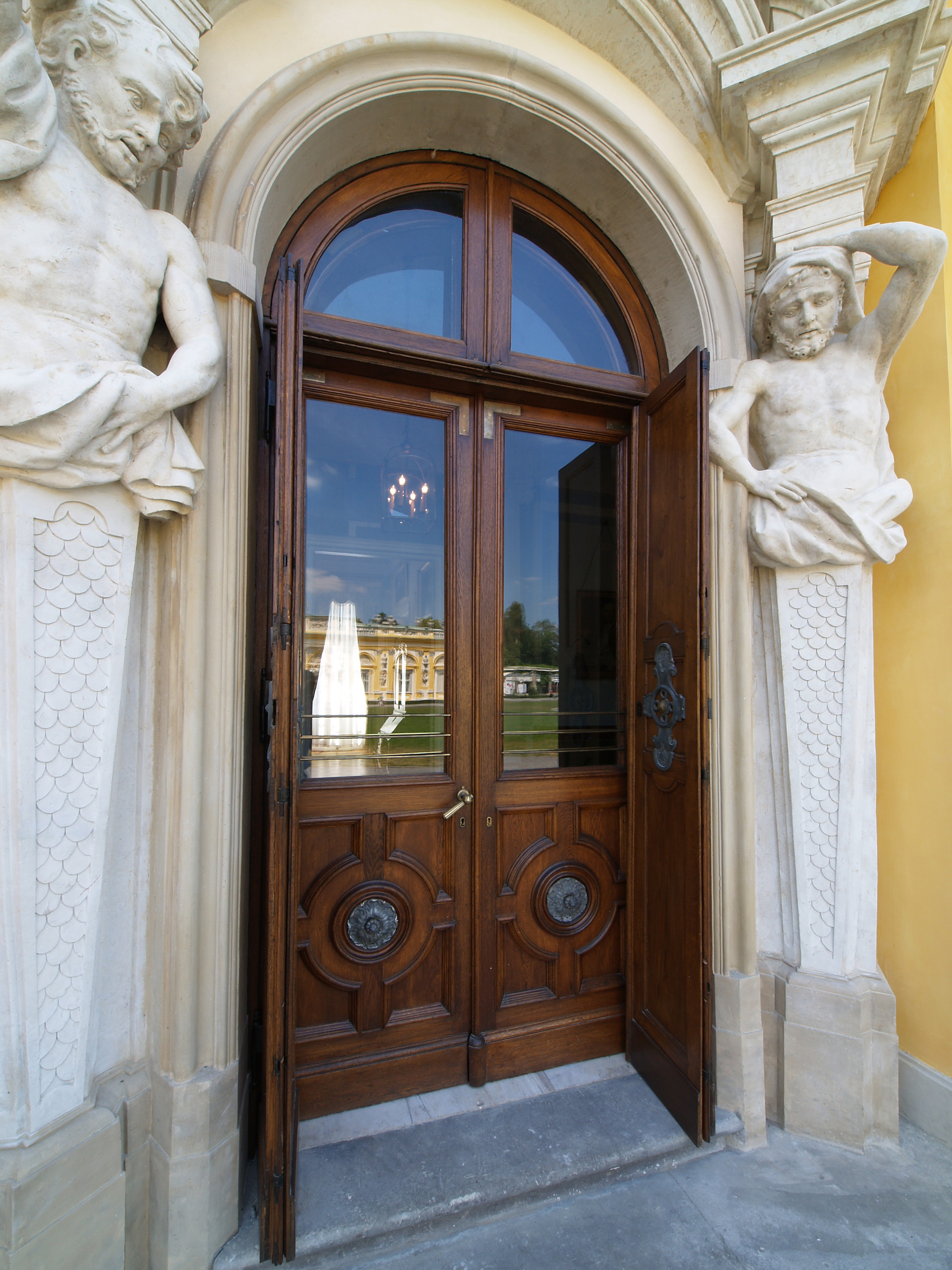
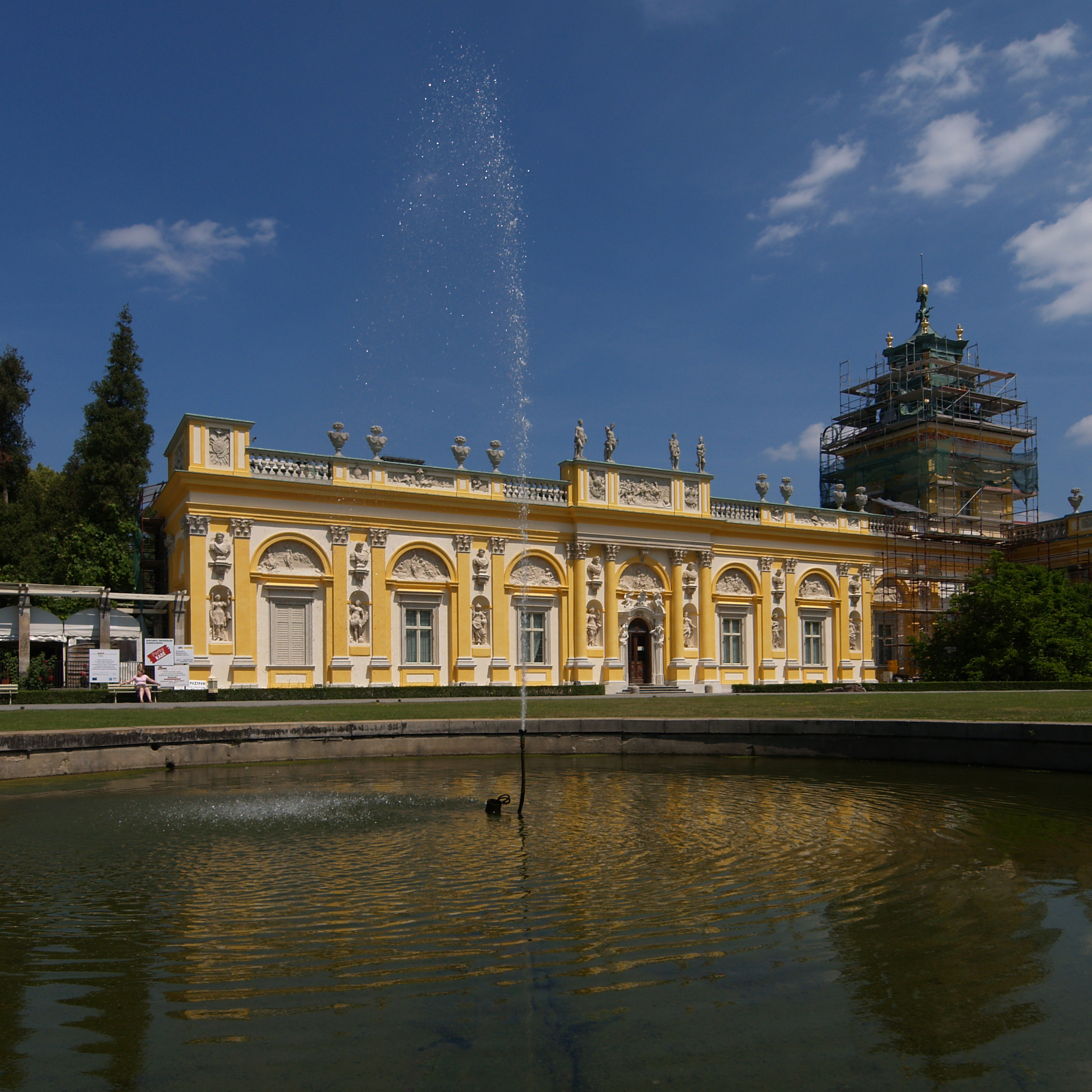
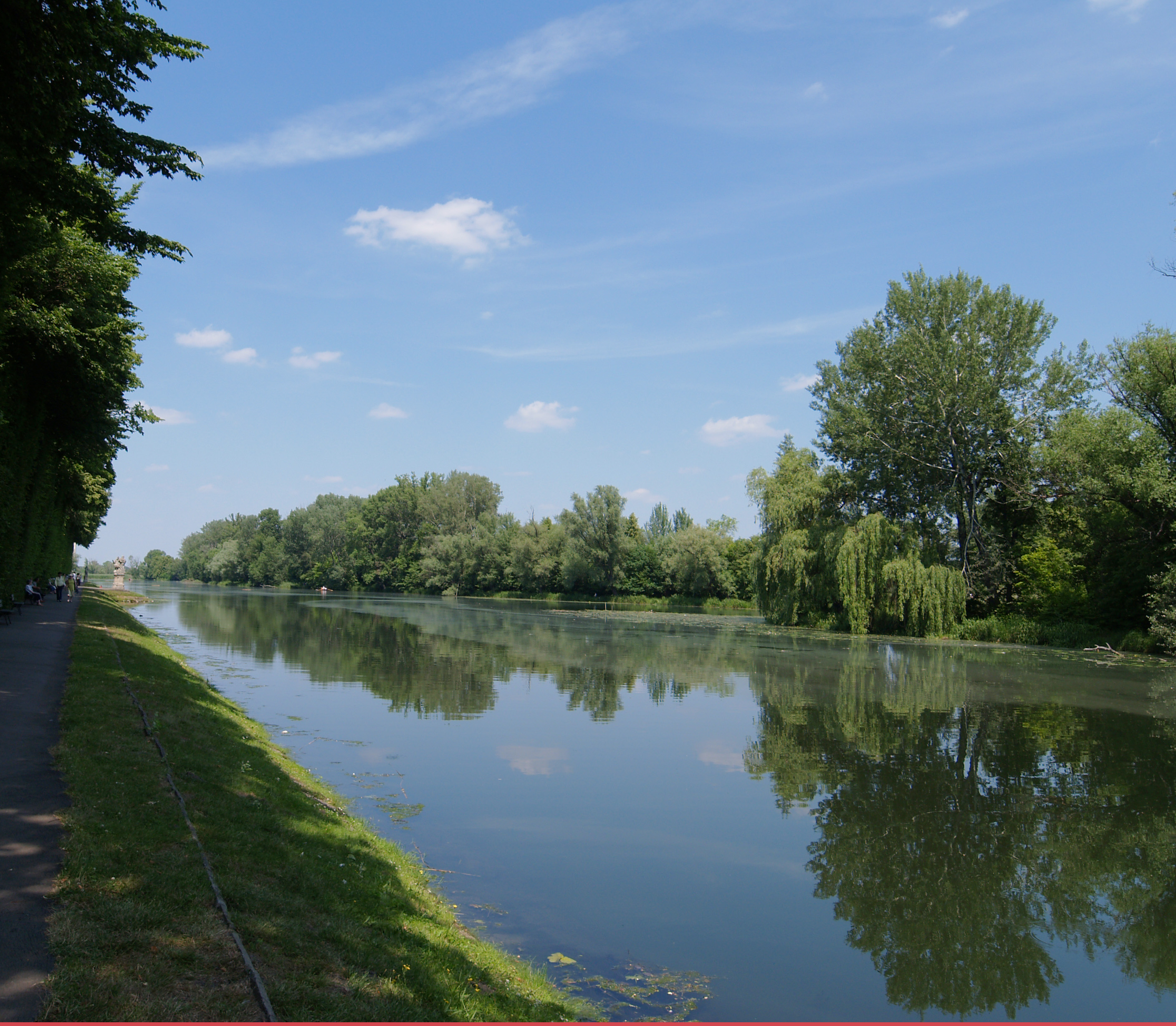
공원
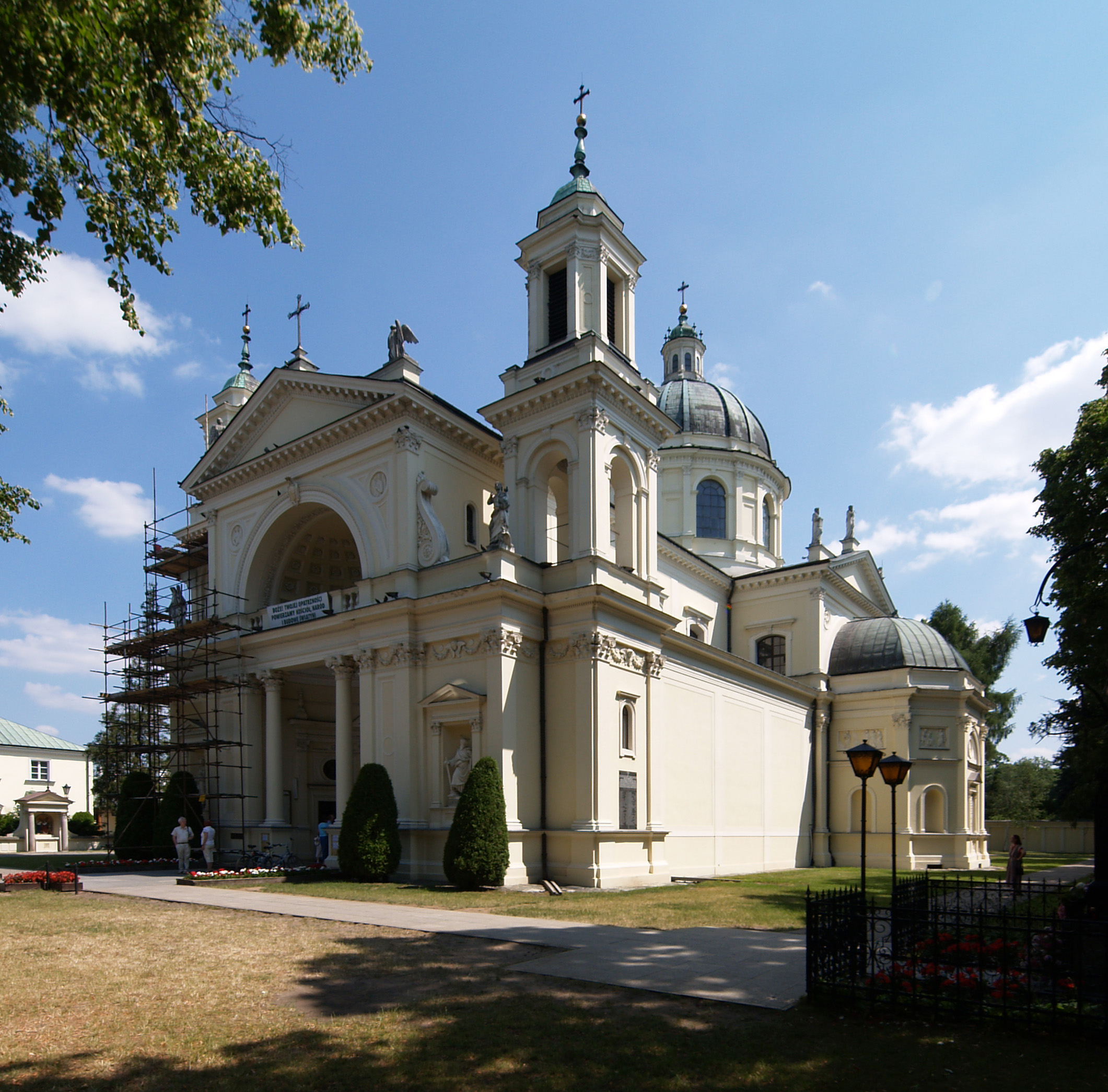
세인트 앤 교회